# Rovira
Rovira – miasto w Kolumbii, w departamencie Tolima.